# Wulf Rauer
Wulf Rauer (* 25. August 1945) ist ein deutscher Pädagoge.

## Leben
Nach dem Lehramtsexamen 1969, dem Diplom in Psychologie 1971 und der Promotion zum Dr. phil. 1976 war er wissenschaftlicher Assistent in Hamburg, Fachbereich Erziehungswissenschaft, Institut für Schulpädagogik von Dezember 1971 bis Mai 1980. Von 1980 bis 2010 war er Professor für Erziehungswissenschaft unter besonderer Berücksichtigung empirischer Methoden und elektronischer Datenverarbeitung an der Universität Hamburg.

## Schriften (Auswahl)
- mit Andreas Hinz, Dieter Katzenbach, Karl Dieter Schuck, Hans Wocken und Hubert Wudtke: Die Entwicklung der Kinder in der integrativen Grundschule. Hamburg 1998, ISBN 3-925408-30-4.
- mit Andreas Hinz, Dieter Katzenbach, Karl Dieter Schuck, Hans Wocken und Hubert Wudtke: Die integrative Grundschule im sozialen Brennpunkt. Ergebnisse eines Hamburger Schulversuchs. Hamburg 1998, ISBN 3-925408-29-0.
- mit Karl Dieter Schuck: Bildungswege von Kindern in der Integrativen Grundschule. Hamburg 1999, ISBN 3-925408-31-2.
- mit Karl Dieter Schuck und Doren Prinz (Hrsg.): EiBiSch – Evaluation inklusiver Bildung in Hamburgs Schulen. Quantitative und qualitative Ergebnisse. Münster 2018, ISBN 978-3-8309-3922-1.